# David-Pierre Ballart
Pour les articles homonymes, voir Ballart.
David-Pierre Ballart est un homme politique français né le 2 août 1728 à Fontenay-le-Comte (Vendée) et décédé le 18 juin 1798 au même lieu.
Curé du Poiré, il est député du clergé aux États généraux de 1789 pour la sénéchaussée du Poitou. Il est l'un des premiers à rejoindre le tiers état, le 13 juin 1789. Il prête le serment civique en 1791.

## Sources
- « David-Pierre Ballart », dans Adolphe Robert et Gaston Cougny, Dictionnaire des parlementaires français, Edgar Bourloton, 1889-1891 [détail de l’édition]